# André S. Labarthe
André S. Labarthe (Auloron e Senta Maria 18 de desembre de 1931 - 20è districte de París 5 de març de 2018) va ser un actor, productor de cinema i director francès. Va protagonitzar al costat d'Anna Karina la pel·lícula de 1962 Viure la seva vida. Va ser el director de molts documentals de televisió que perfilen persones concretes, començant per Cinéastes de notre temps.

## Filmografia
| Any  | Títol                              | Paper                 | Notes |
| ---- | ---------------------------------- | --------------------- | ----- |
| 1960 | Al final de l'escapada             | Periodista a Orly #1  |       |
| 1962 | Viure la seva vida                 | Paul                  |       |
| 1969 | L'amour fou                        | Director de televisió |       |
| 1978 | Va voir maman, papa travaille      | El doctor             |       |
| 1991 | Allemagne année 90 neuf zéro       | Récitant              |       |
| 1993 | Les Enfants jouent à la Russie     | Alcide Jolivet        |       |
| 1995 | JLG/JLG - autoportrait de décembre |                       |       |
| 2002 | Novo                               | L'home al museu       |       |
| 2008 | Monsieur Morimoto                  |                       |       |
| 2010 | Turnê                              | L'amo del cabaret     |       |